# Řád za zásluhy Kyperské republiky
Řád za zásluhy Kyperské republiky (řecky Τάγμα Αξίας Κυπριακής Δημοκρατίας) je státní vyznamenání Kyperské republiky založené roku 1960.

## Historie a pravidla udílení
Vyznamenání bylo založeno roku 1960. Řád je udílen jednotlivcům za jejich úspěchy v různých oblastech lidské činnosti, kterými prospěli Kyperské republice.

## Třídy
Řád je udílen v pěti třídách:
- velkokříž – Řádový odznak se nosí na široké stuze spadající z pravého ramene na protilehlý bok. Řádová hvězda se nosí nalevo na hrudi.
- velkodůstojník – Řádový odznak se nosí na stuze kolem krku. Řádová hvězda se nosí nalevo na hrudi.
- komtur – Řádový odznak se nosí na stuze kolem krku. Řádová hvězda této třídě již nenáleží.
- důstojník – Řádový odznak se nosí na stuze s rozetou nalevo na hrudi.
- rytíř – Řádový odznak se nosí na stužce bez rozety nalevo na hrudi.

## Insignie
Řádový odznak má tvar státního znaku Kypru, tedy pozlaceného štítu obklopeného zeleně smaltovaným věncem a bíle smaltovanou holubicí s olivovou ratolestí v zobáku uprostřed. Pod holubicí je letopočet 1960.
Řádová hvězda je osmicípá s řádovým odznakem uprostřed. Hvězda ve třídě velkokříže je pozlacená, ve třídě velkodůstojníka pak stříbrná.
Stuha z hedvábného moaré je bílá se širokými pruhy zelené barvy lemujícími oba okraje.